# باتو، جاوا شرقی
باتو (به لاتین: Batu) یک منطقهٔ مسکونی در اندونزی است که در جاوه شرقی واقع شده‌است.
 باتو ۲۰۲٫۳۰ کیلومتر مربع مساحت و ۱۹۰٬۱۸۴ نفر جمعیت دارد و ۹۵۳ متر بالاتر از سطح دریا واقع شده‌است.